# Eldingen
Eldingen község Németországban, Alsó-Szászországban, a Cellei járásban. Lakosainak száma 2013 fő (2023. december 31.).

## Földrajza
Eldingen Eschede, Steinhorst, Groß Oesingen, Ummern, Hohne, Ahnsbeck, Lachendorf és Beedenbostel községekkel határos.